# Пониковиця
Пони́ковиця — село в Україні, у Бродівській міській громаді Золочівського району Львівської області. Село було центром Пониковицької сільської ради, якій підпорядковувалися села Пониковиця, Глушин, Голосковичі, Ковпин Ставок, Косарщина, Суходоли. Населення становить 1310 осіб.

## Населення
За даними всеукраїнського перепису населення 2001 року у селі мешкало 1565 осіб, у 2005 році — 1555 осіб, у 2022 — 1310 осіб.
Мова
Розподіл населення за рідною мовою за даними перепису 2001 року був наступним:
| українська | 1550 | 99,05 |
| російська  | 8    | 0,51  |
| молдовська | 2    | 0,13  |
| болгарська | 2    | 0,13  |
| польська   | 1    | 0,06  |
| словацька  | 1    | 0,06  |
| інші       | 1    | 0,06  |

## Географія
Населений пункт лежить при річці Стир, за 8 км на південний захід від м. Броди. Відстань до обласного центру становить 92 км, що проходить автошляхом обласного значення; до районного центру становить 38 км, що проходить автошляхом місцевого значення. Відстань до найближчої залізничної станції Пониковиця становить 0,5 км.

## Топоніми
Назву виводять із індоєвропейської мови — корінь назви вказує на болота, мочарі. 
Народна етимологія так пояснює назву села. Землі на південь і південний захід від Бродів належали польському шляхтичу Петрові Сененському. Згодом він подарував їх своїй доньці Ядвізі, що була одружена з шляхтичем Ковіцою. Так у 1515 році владна пані назвала село, котре знаходилося ближче до Бродів — Паніковіца (пані + Ковіца), а значно менше село — Глосковіци (Глос + Ковіци).  

## Історія
Перша письмова згадка датується 1511 роком, хоча археологічні знахідки Висоцької культури засвідчують, що поселення були тут у більш давні часи. 
В інвентарному описі Пониковиці від 1682 року розповідається про податки і повинності, які сплачували і відробляли селяни. Основним заняттям було землеробство. Жителі Пониковиці вирощували жито, пшеницю, ячмінь, гречку, просо, горох, коноплі, картоплю; тримали велику рогату худобу, овець, свиней; займалися бортництвом, рибальством, ковальством. В селі були млини, корчми, стави. Чоловіки двічі на рік возили рибу до Львова і Сокаля та жито до Перемишля і Тучина.
Поселення двічі, у 1688 та 1696 роках, зазнало набігів кримських татар. У XVII-XVIII століттях належало шляхтичам Дідинським, Крушельницьким, Оміцинським, Софії Швейковській, Валевським. З 1791 року воно у власності підкамінського домініканського монастиря. У 1840 році потрапляє у власність Шумлянському, який село розорив, після нього тут господарював бродівський купець Саля, пізніше, з 1856 року, — Міхал Новаковський. У 1860-их роках поблизу села проходило будівництво залізниці зі Львова до Бродів, завдяки чому багато місцевих отримали тут роботу. Підкамінський монастир продав під залізничне полотно 13 моргів 375 сажнів у пониковицькому лісі.
У 1891 році у Пониковиці закладено читальню Бродівської повітової філії товариства «Просвіта».
У районі села відбувалися бої в роки Першої і Другої світових воєн. Пониківці брали участь в бойових діях у складі підрозділів Українських січових стрільців, Української Галицької Армії, згодом — УПА, Червоної армії.
У 1940–1941 та 1944–1946 роках Пониковиця була районним центром Львівської області, у 1946—1956 роках входила до складу Заболотцівського району.
У радянський час село Пониковиця було відоме іподромом, на якому часто у 1980-х роках проходили міжнародні змагання з кінного спорту.
25 грудня 2009 році за материнську самовідданість, народження і зразкове виховання дітей, забезпечення умов для всебічного їх розвитку Указом Президента України присвоєно почесне звання «Мати-героїня» п'ятьом мешканкам Пониковиці — Якимчук Є. Я., Батурін О. М., Івасечко М. Є., Ковальчук Н. Л. та Ковалюк М. С..
12 червня 2020 року, відповідно до розпорядження Кабінету Міністрів України № 718-р «Про визначення адміністративних центрів та затвердження територій територіальних громад Львівської області», село увійшло до складу Бродівської міської громади. 19 липня 2020 року, в результаті адміністративно-територіальної реформи та ліквідації Бродівського району, село увійшло до складу новоствореного Золочівського району.

## Пам'ятки, визначні місця

### Храм Пресвятої Трійці
Попередницею храму була невеличка каплиця УГКЦ Святої Трійці, збудована у 1920-х роках замість зруйнованої під час першої світової війни дерев'яної церкви. Місце під будівництво святині — на вигоні поблизу сільського цвинтаря, обрав та пізніше освятив Митрополит Андрей Шептицький, котрий у 1922 році перебував з візитацією у Пониковиці. Керував будівництвом церкви тодішній парох Пониковиці о. Петро Герасимів. 1928 року було освячено збудовану каплицю. 1932 року о. Петро Герасимів помер, а його місце зайняв Лютослав Куссий, пізніше о. І. Палій. 1946 року ліквідовано УГКЦ. Каплиця залишалася діючою і у радянський час, але вже під юрисдикцією Православної церкви Московського патріархату. Відновлення УГКЦ відбулося на початку 1990-х років вже після того, як Україна здобула свою незалежність. Тоді ж було вирішено будувати новий більший храм. Розпочали будівництво за о. Богдана Тишкуна. 1995 року єпископ Зборівської єпархії УГКЦ владика Михайло (Колтун) та парох о. Богдан Тишкун освятили наріжний камінь під майбутній храм. Продовжували спорудження за о. Віктора Гуменюка, а завершили — під керівництвом о. Андрія Степанюка, теперішнього настоятеля парафії Пониковиці. 1 червня 2015 року новозбудований храм було освячено. До 2016 року парафія УГКЦ Пониковиці належала до Бродівського деканату, а від 6 червня 2016 року увійшла до складу новоствореного Старобрідського деканату Сокальсько-Жовківської Єпархії УГКЦ. Чисельність парафії — 1200 вірян.

## Спорт
Честь села в чемпіонаті та кубку Золочівського району з футболу та Бродівської МТГ з футзалу захищають футбольні клуби «Стир», створений 1979 року та «Захід». 
Досягнення ФК «Стир»
- 2008, 2010, 2011 2012, 2013, 2014, 2015, 2017 — чемпіон Бродівського району з футболу[16];
- 2007, 2016, 2019, 2020 — срібний призер чемпіонату Бродівського району з футболу;
- 2009, 2018 — бронзовий призер чемпіонату Бродівського району з футболу;
- 2009, 2010, 2011, 2012, 2015, 2018 — володар весняного кубку Бродівського району з футболу;
- 2010, 2013, 2017, 2018 — володар осіннього кубку Бродівського району з футболу;
- 2007 — фіналіст весняного кубку Бродівського району з футболу;
- 2007, 2011, 2012, 2014, 2016, 2018 — фіналіст осіннього кубку Бродівського району з футболу;
- 2018 — володар суперкубку Бродівського району з футболу;
- 2011 — учасник Кубку Чемпіонів Львівської області;
- 2024 — бронзовий призер чемпіонату Бродівської МТГ з футзалу;
- 2025 — фіналіст Відкритого Кубку Перемоги Бродівської МТГ з футзалу.

Щорічно, починаючи з 2008 року, ФК «Стир» організовує футбольний турнір в Пониковиці. За весь час існування турніру у ньому брали участь наступні команди: «Чехи» (Лугове), «Рута» (Білявці), «Серет» (Заложці), «Сокіл» (Радивилів), «Стир» (Берестечко), «Стандарт» (Заводське) та «Спиртовик» (Лопатин). Футбольний клуб, починаючи з 2011 року, також є організатором міні-футбольного турніру між сільськими колективами Бродівського району (нині — Бродівської МТГ), що проходить у спортивній залі Пониковицької школи. Тричі поспіль переможцем ставала міні-футбольна команда «Сонечко» з Пониковиці.

## Відомі люди

### Народилися
- Ігнатій Башнянський (1786—1842) — український церковний діяч, ієромонах-василіянин, доктор філософії, педагог, архімандрит.
- Анна Власенко-Бойцун — літературознавець, журналіст, освітній діяч.
- Франц Ковалишин — український історик, архіваріус, художник та фотограф.
- Чорній Євген Ігорович (1992—2023) — український військовик, солдат Збройних Сил України, учасник російсько-української війни[17].
- Шелест Степан Лук'янович — ботанік, знаний за межами України. Дослідив та описав унікальну рослину — скрученик приємний (лат. Spiranthes amoena)[18].
- Микола Шуневич — поет, краєзнавець, журналіст, член Національної спілки журналістів України.

### Пов'язані з селом
- Попов Геннадій Сергійович — голова колгоспу «Правда», Герой Соціалістичної Праці.
- о. Михайло Туркевич (1877—1957) — багаторічний парох села, Підкамінський декан УГКЦ. Похований в Пониковиці[19]. герой оповідання своєї небоги Марія-Анни Голод «Як Михайло з духами розмовляв».

## Галерея

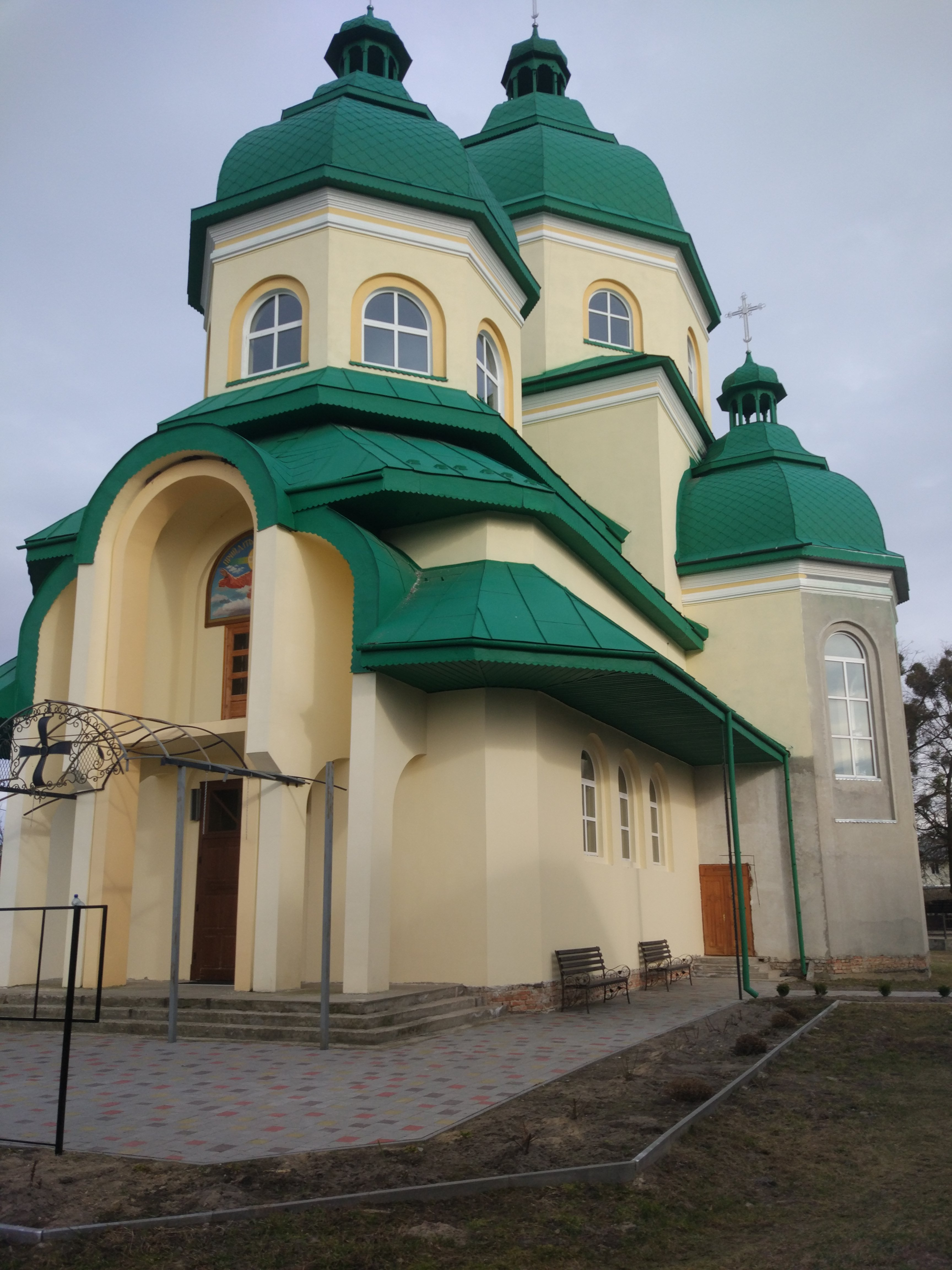
Храм Пресвятої Трійці
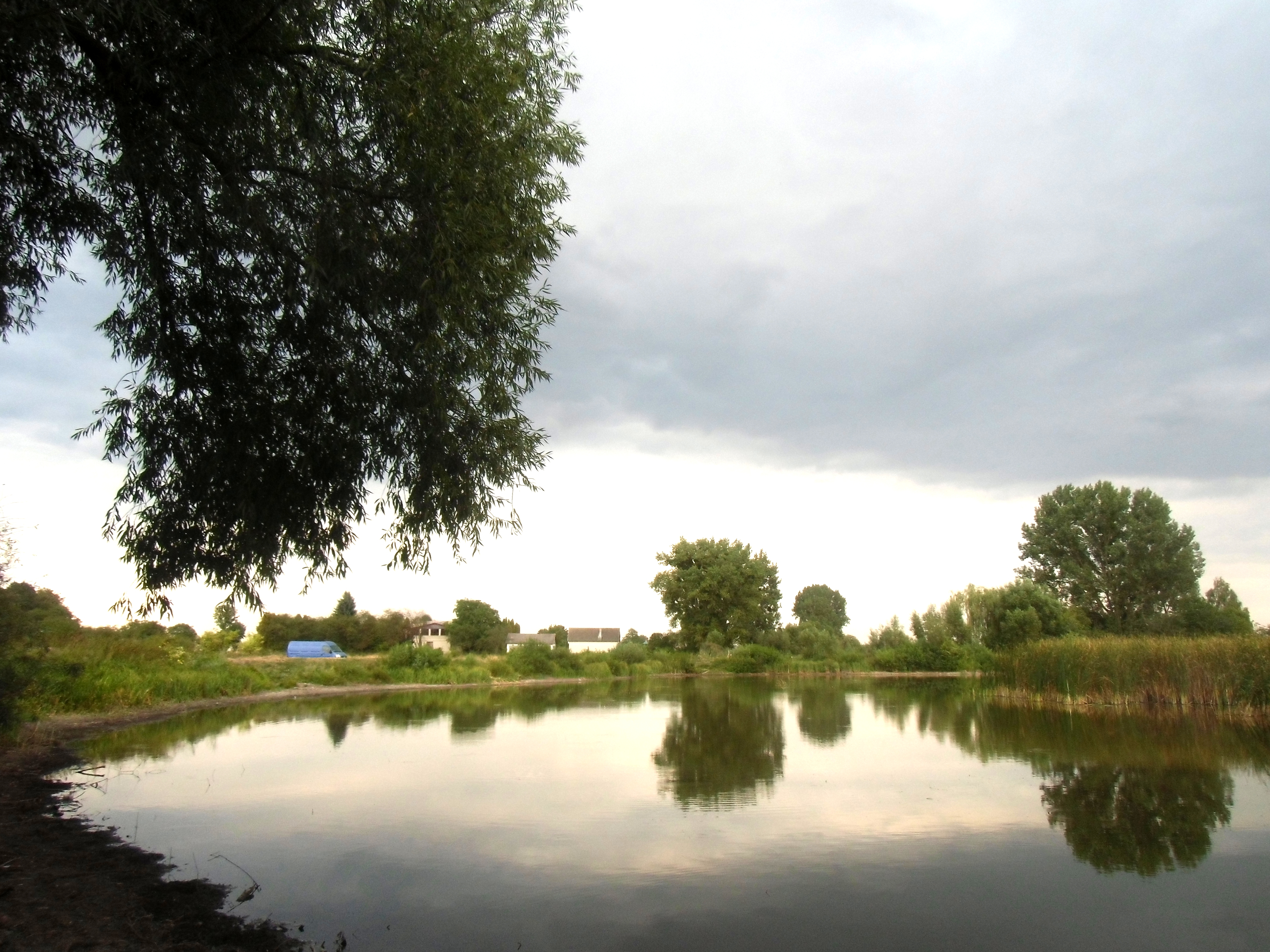
Став
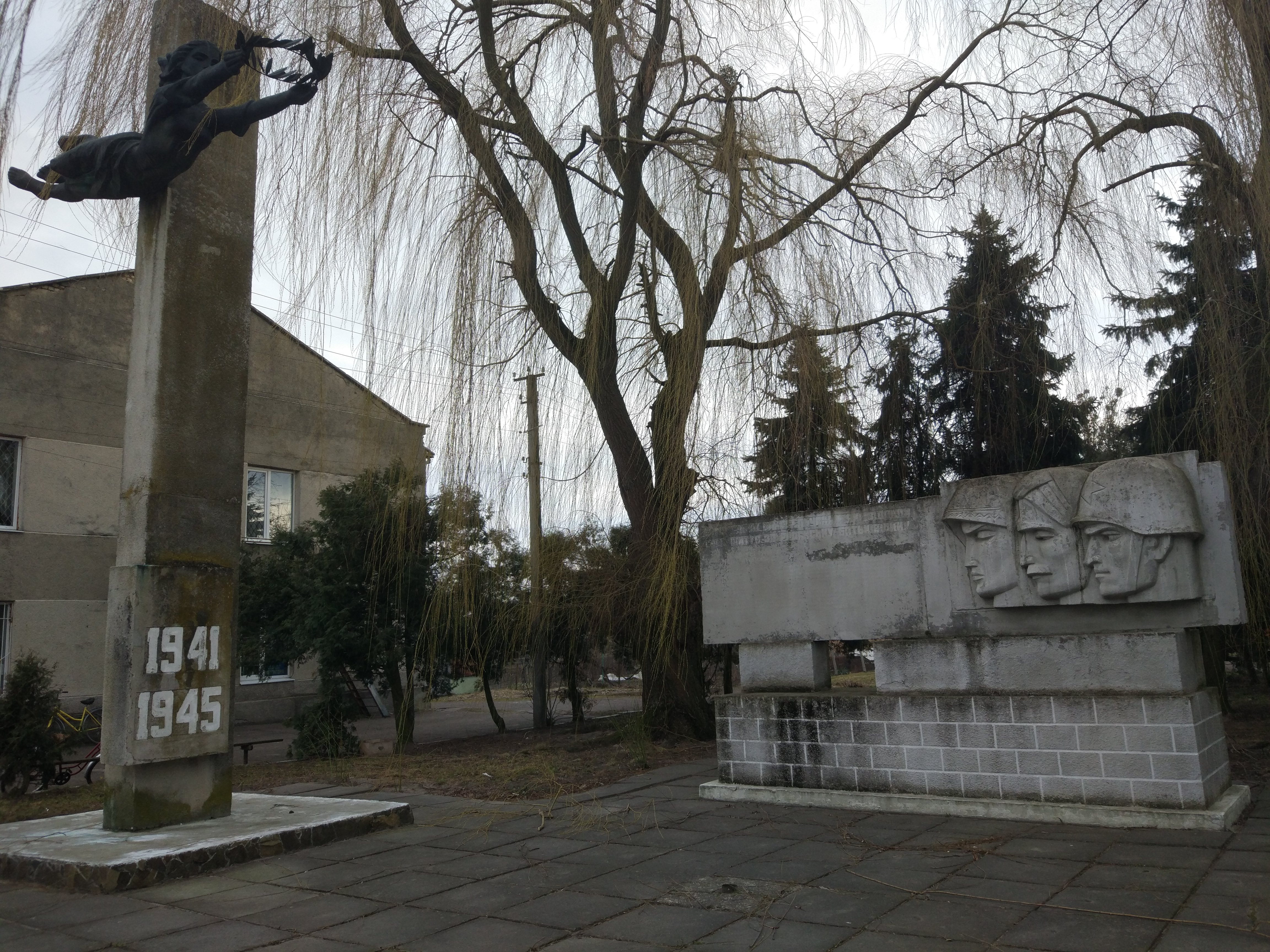
Меморіал односельцям, полеглим в Другій світовій війні (демонтований в рамках декомунізації)
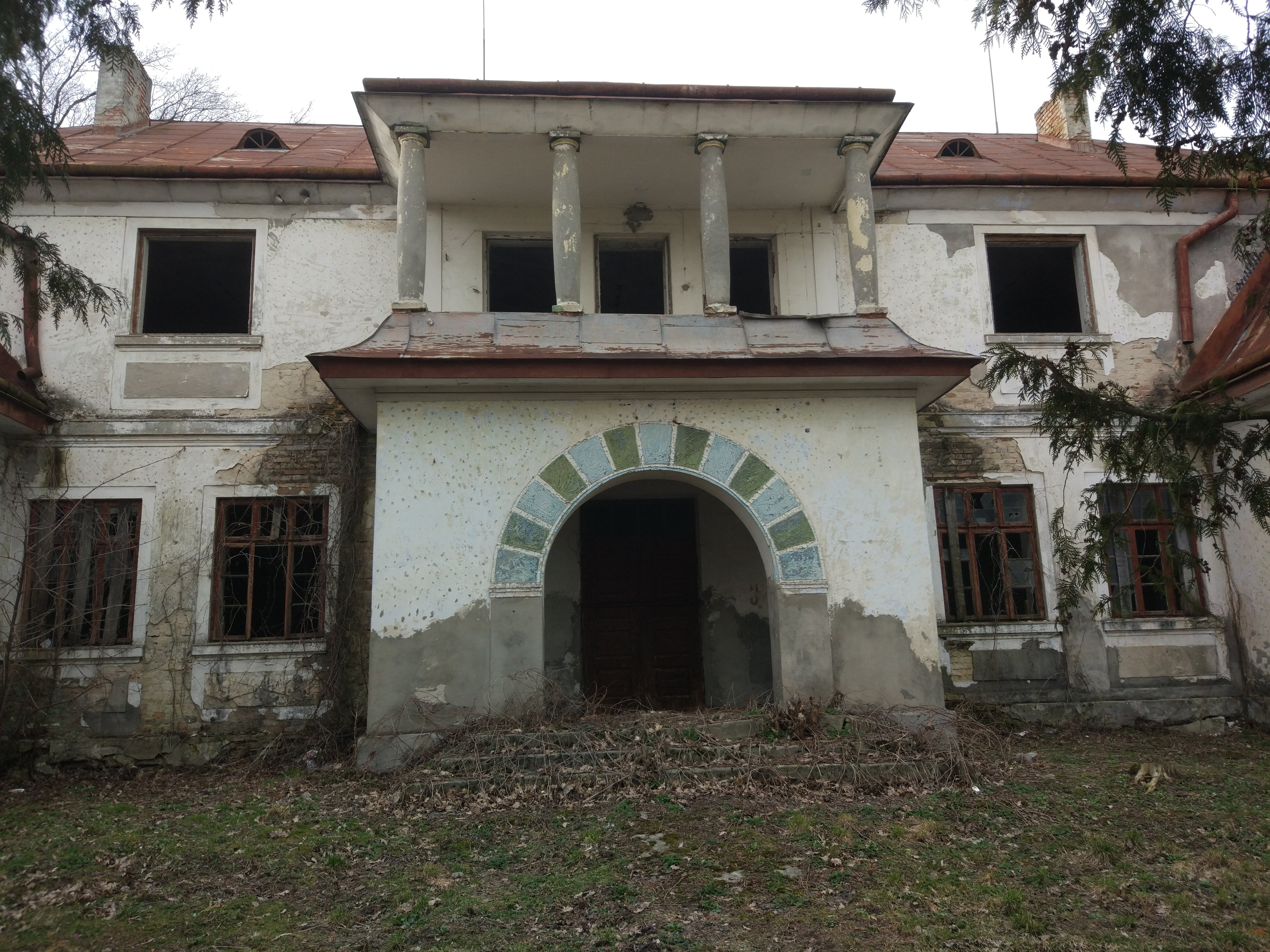
Стара школа (початок XX століття)
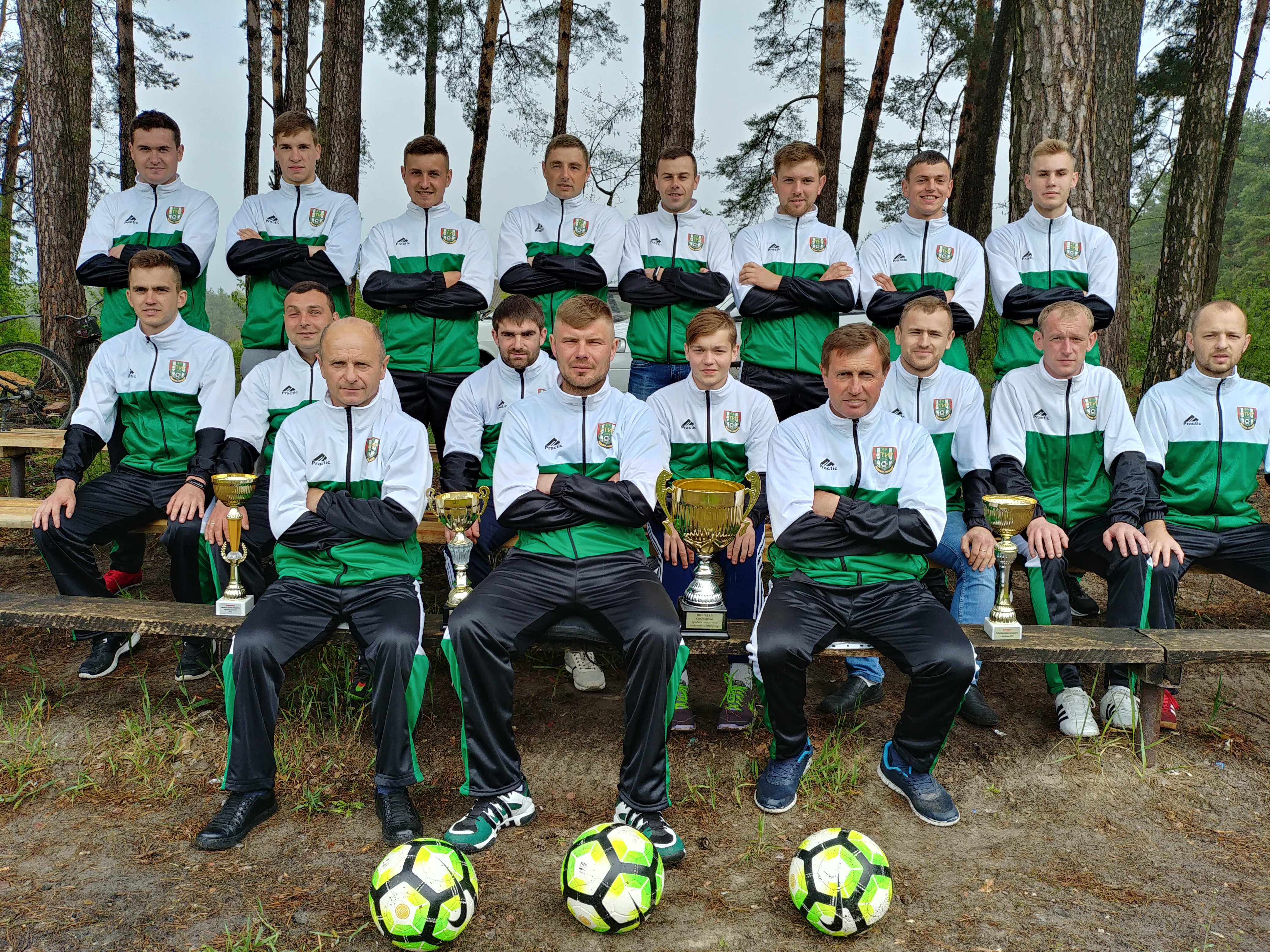
Футбольна команда «Стир» Пониковиця 2019 рік